# Караколь (кіннота)

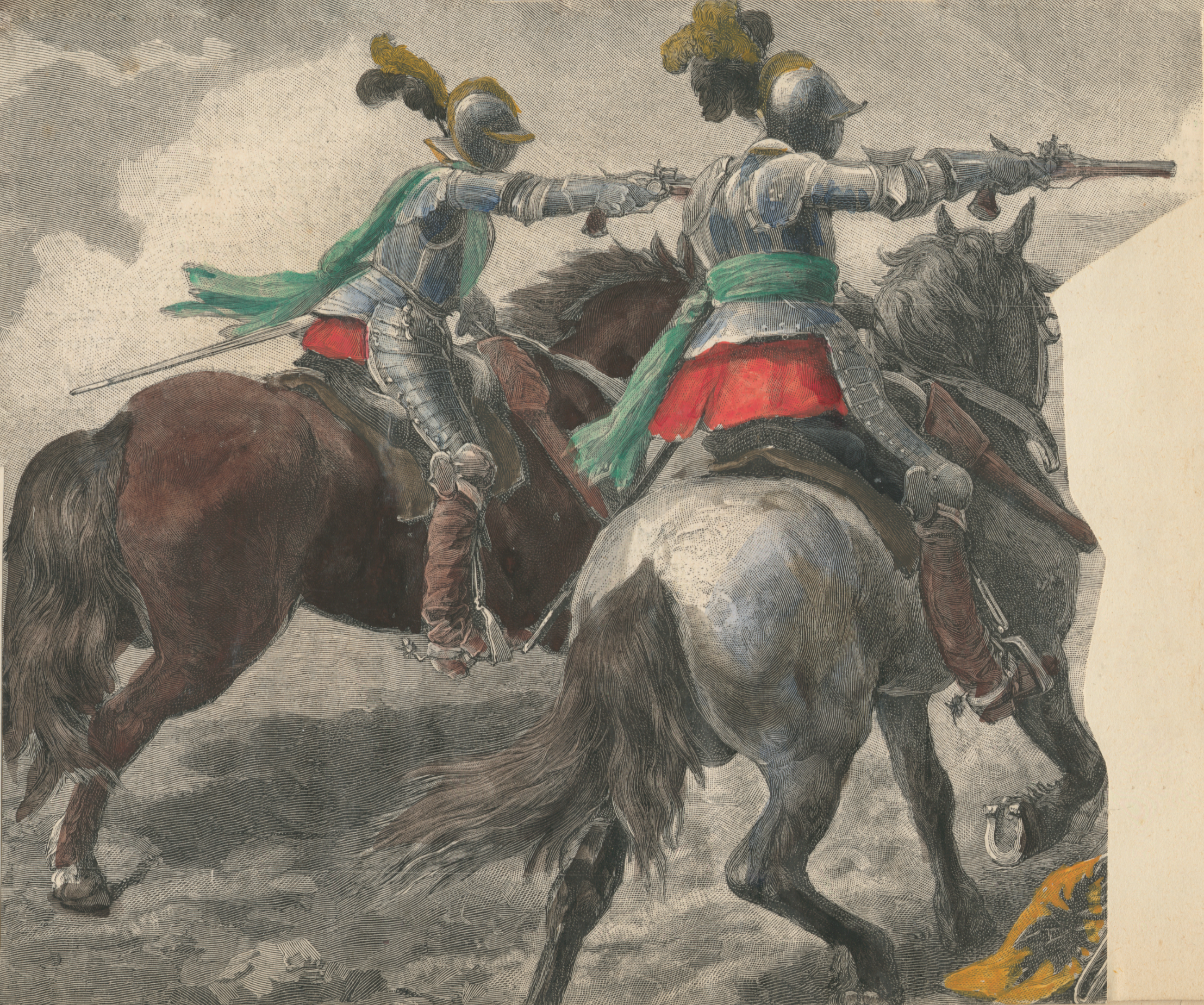
Кірасири караколюють

Караколь (ісп. caracol — «равлик») — маневр у виїздці та, раніше, у військовій тактиці.

## Виїздка
У верховій їзді караколь означає один півоберт коня на місці праворуч або ліворуч.

## Військове застосування
Тактика, під назвою «караколь» у сучасному розумінні цього терміна, виникла в середині XVI століття як спроба внести використання вогнепальної зброї в тактику кінноти. Вершники, озброєні двома пістолетами з колісцевими замками, майже галопом наближаються до цілі у строю з дванадцяти шерег. Щойно чергова шерега наближається на відстань пострілу, вершники цієї шереги зупиняються, злегка повертають своїх коней спочатку в один бік, стріляють з одного пістолета, потім в другий бік, стріляють з другого пістолета, потім розвертаються, проїздять крізь інші шереги і становляться в кінці строю. За час, що знадобиться іншим одинадцяти рядам для виконання того самого маневру, перший ряд перезаряджає свої пістолети, це дозволяє загону вести безперервний вогонь шерегами, що постійно змінюють одна одну. Ця тактика розповсюджувалась із зростанням популярності німецьких рейтарів у західних арміях у середині XVI століття.
Варто відзначити, що джерела відповідного періоду не завжди використовували термін «караколь» в сучасному сенсі. Наприклад, Джон Крузо, шанований військовий спеціаліст того часу, пояснював термін як маневр, коли загін кірасирів, яких атакує супротивник, ділиться на дві частини, дозволяючи ударній групі атакувальників пройти поміж цими двома частинами, а потім одночасно атакує з флангів.